# Ramichloridium verrucosum
Ramichloridium verrucosum är en svampart som först beskrevs av Geeson, och fick sitt nu gällande namn av B. Sutton 1978. Ramichloridium verrucosum ingår i släktet Ramichloridium och familjen Mycosphaerellaceae.   Inga underarter finns listade i Catalogue of Life.